# نورا نراقی
نورا نراقی (۹ خرداد ۱۳۶۷، تهران) نخستین قهرمان موتور کراس زنان ایران است. وی در اولین دوره مسابقات قهرمانی موتورکراس بانوان ایران که ۸ آبان ۱۳۸۸ در پیست موتورسواری پارک کوهسار تهران برگزار شد مقام اول را به‌دست‌آورد و نخستین قهرمان زن موتور کراس ایران لقب گرفت.

## زندگی ورزشی
۹ خرداد ۱۳۶۷ در تهران زاده شد. پدرش مهرشاد نراقی قهرمان موتورسواری ایران (از میانه دهه ۱۳۵۰) بود که علاقه به موتورسواری را در او برانگیخت. در چهار سالگی برای نخستین بار سوار موتور شد و زیر نظر پدرش آموزش دید. پس از آن پیوسته به تمرین موتورسواری ادامه داد. ۸ آبان ۱۳۸۸، در اولین دوره مسابقات قهرمانی موتورکراس بانوان ایران که در پیست موتورسواری پارک کوهسار تهران برگزار شد شرکت کرد و موفق شد مقام اول را به‌دست‌آورد. یک سال پس از قهرمانی در ایران و بازتاب این مسابقه در جهان، در سال ۲۰۱۰ (میلادی)، به دعوت اشلی فیولیک (قهرمان موتور کراس زنان جهان، از آمریکا) به عنوان تنها زن موتورسوار در تاریخ ایران به مسابقات WMA آمریکا که با پشتیبانی مالی انجمن موتورسواران آمریکا، AMA، برگزار می‌شود راه پیدا کرد. در همان سال، به تالاهاسی، فلوریدا رفت و پس از گذراندن دوره آموزشی نزد استفی بائو، قهرمان (ایتالیایی) موتور کراس زنان جهان، گواهینامه بین‌المللی مربی‌گری موتور کراس را دریافت کرد.

## آموزش
وی هم‌اکنون در شهران پارک کوهسار و پیست آزادی مشغول تمرین دادن به بانوان است.

## خانواده
پدرش مهرشاد نراقی، مادرش شهرزاد نظیفی، و برادرش مرآت نراقی نیز همگی از قهرمانان موتورسواری ایران هستند.

## منع از فعالیت
نورا نراقی، مانند پدرش مهرشاد نراقی، مادرش شهرزاد نظیفی و برادرش مرآت نراقی، به دلیل بهائی بودن، توسط نظام جمهوری اسلامی ایران از حضور در فعالیت‌های ورزشی، ممنوع شد.